# Besenzone
Besenzone (Bśinson [bzĩsõ] in dialetto piacentino) è un comune italiano di 932 abitanti della provincia di Piacenza in Emilia-Romagna.

## Origini del nome
Relativamente al toponimo Besenzone, Pier Maria Campi dice: "Besenzone, chè il nome stesso addita esserne stato il fondatore Besenzone, uno dei figli o pronipoti del crudelissimo Mezentio re di Toscana, il quale vogliono che succedesse al padre non sol nel dominio di Trivia, e di Placa, o Placanza (detta poi Placentia) ma anche nella spietatezza; anzi che in questa il superasse, e nell'alterigia l'uguagliasse". 
Questa descrizione può lasciare qualche dubbio avvalorato dal giudizio dello storico Cristoforo Poggiali sull'opera del Campi "non scritta con quella esattezza che in tal sorta di opere il secol nostro desidera".
Più realistico è quanto scrive il Nicolli 200 anni più tardi che fa derivare Besenzone da Bezze, Becie, Betie in significato di "pascolo" da cui Boxensonum e Besenzonum come derivati.

## Storia
L’antropizzazione del territorio comunale ha origini molto antiche: è stato trovata, infatti, a Colombare di Bersano, una terramare dell’età del bronzo Altri ritrovamenti, sparsi nell’intero territorio comunale, riguardano la presenza della colonizzazione romana che operò per la bonifica di questi terreni boscati e paludosi. I ritrovamenti di età romana, alcuni dei quali a seguito dei lavori di perforazione ed escavazione dei metanodotti AGIP, riguardano complessi sepolcrali o sepolture con relativi corredi: balsamari vitrei, monete, lucerne, patere, pesi per telai ecc. Anche il toponimo Mercore richiama la probabile appartenenza della zona al pago Mercuriale citato nella tavola alimentaria traianea di Veleia.
Con la caduta dell’Impero Romano e il disgregarsi dell’ordinamento municipale, si assiste al degrado a all’abbandono delle terre bonificate con conseguente espansione dei terreni incolti e paludosi. La mancanza della struttura amministrativa romana ha provocato una progressiva ruralizzazione delle strutture amministrative ed ecclesiastiche con il sorgere delle Pievi e il ritorno della colonizzazione nel corso del X secolo e della bonifica anche per opera della comunità monastica cistercense di Chiaravalle, dalla prima metà del XII secolo, nei terreni di proprietà dell’abbazia a Mercore e Castel D’Arda.

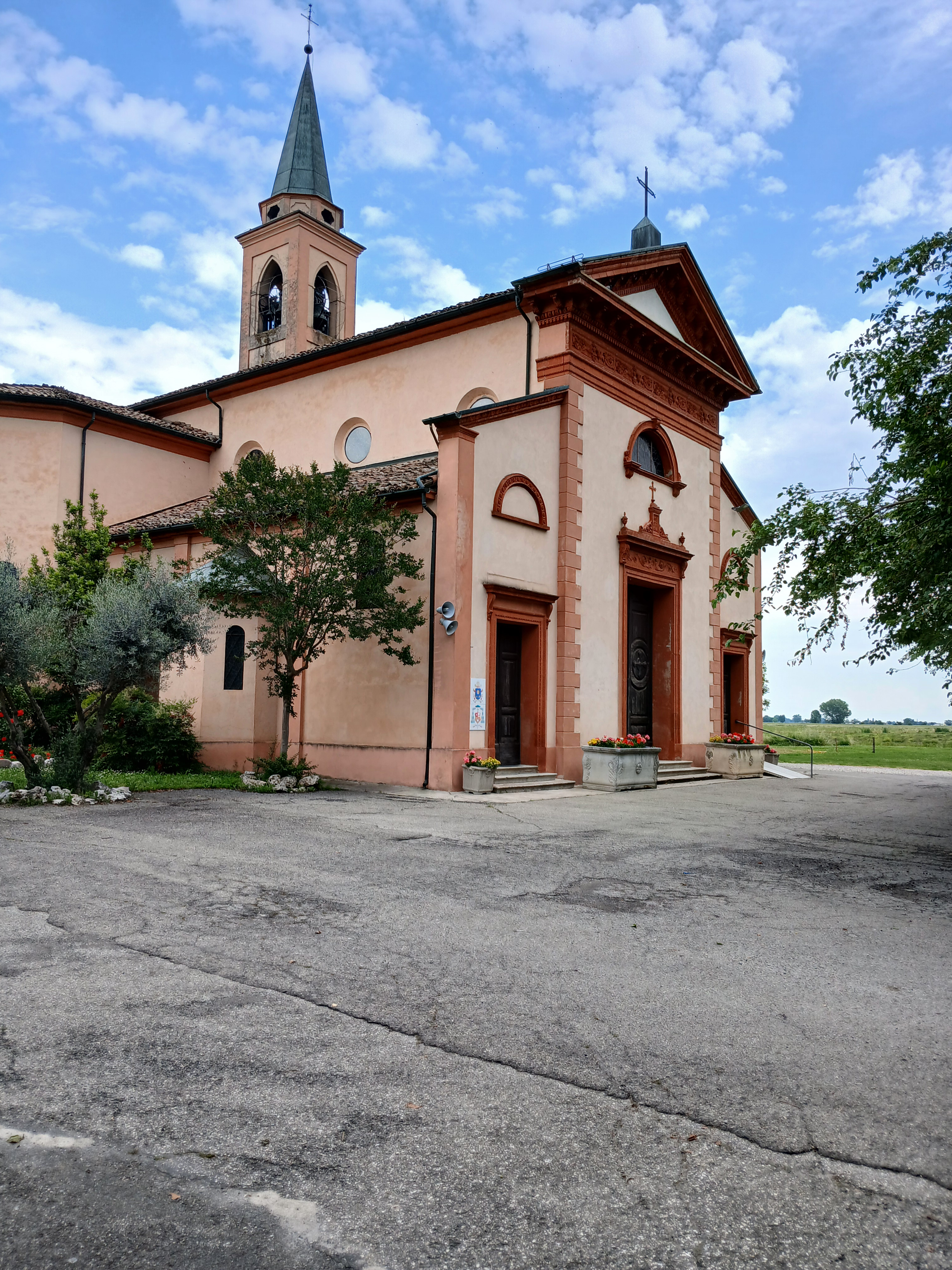
Chiesa di San Vitale - Besenzone

Nel 1029 l’imperatore Corrado II il Salico concesse ad Uberto Pallavicino l’investitura delle terre di San Martino e di Besenzone situate in territorio della Contea di Aucia.
E’ da questo periodo che la storia di Besenzone si identifica con quella di Cortemaggiore, prima con lo Stato Pallavicino e poi, dal 1731, con il Ducato di Parma e Piacenza. Besenzone comincia ad avere una propria storia con la fondazione del Comune avvenuta nel 1814 con le relative frazioni di Bersano e Mercore.
Per l’anno 1110 il Seletti riferisce che lo storico milanese conte Giorgio Giulini nelle sue Memorie … racconta che il 18 giugno ci fu una battaglia fra Milanesi e Cremonesi, nella quale questi rimasero vinti apud Brixanorii campum. Questo campo “non è altro che il nostro Brezano o Bersano sulla sinistra dell’Ongina” e non nel territorio di Brescia in quanto in quel caso si trattava della battaglia fra Cremonesi e Pavesi sull’Olio.
Il Campi ci dà notizia della pieve di Besenzone per una contesa dell’anno 1155, troncata amichevolmente, fra l’arciprete di San Martino in Olza e il rettore di San Vitale in Besenzone relativa ai beni di una chiesa distrutta dedicata a S. Michele.
Nel 1476 viene ricostruita la chiesa del Santissimo Salvatore al Bersano per opera dei fratelli Pallavicino signori di Busseto che la dotarono anche di benefici riservandosi il diritto di padronato. Questa chiesa nel 1578 fu innalzata alla dignità di Prevostura con soggezione alla Collegiata di Busseto.
Nel corso del 1500 nel feudo Pallavicino si contavano otto ville: Villanova, Besenzone, Soarza, S. Agata, Vidalenzo, Bersano, Mercore e Cignano, dipendenti politicamente e giuridicamente dalla capitale Cortemaggiore. Nell’archivio storico comunale di Cortemaggiore c’è una ricca documentazione di ciò che avveniva davanti alla giustizia relativamente agli abitanti di queste ville: denunce, querele, citazioni, interrogatori ecc. ci rivelano la storia quotidiana di questo territorio.
Da una visita pastorale di monsignor Castelli del 1579 risulta che la chiesa di San Vitale di Besenzone era suffraganea della Pieve di San Martino in Olza.

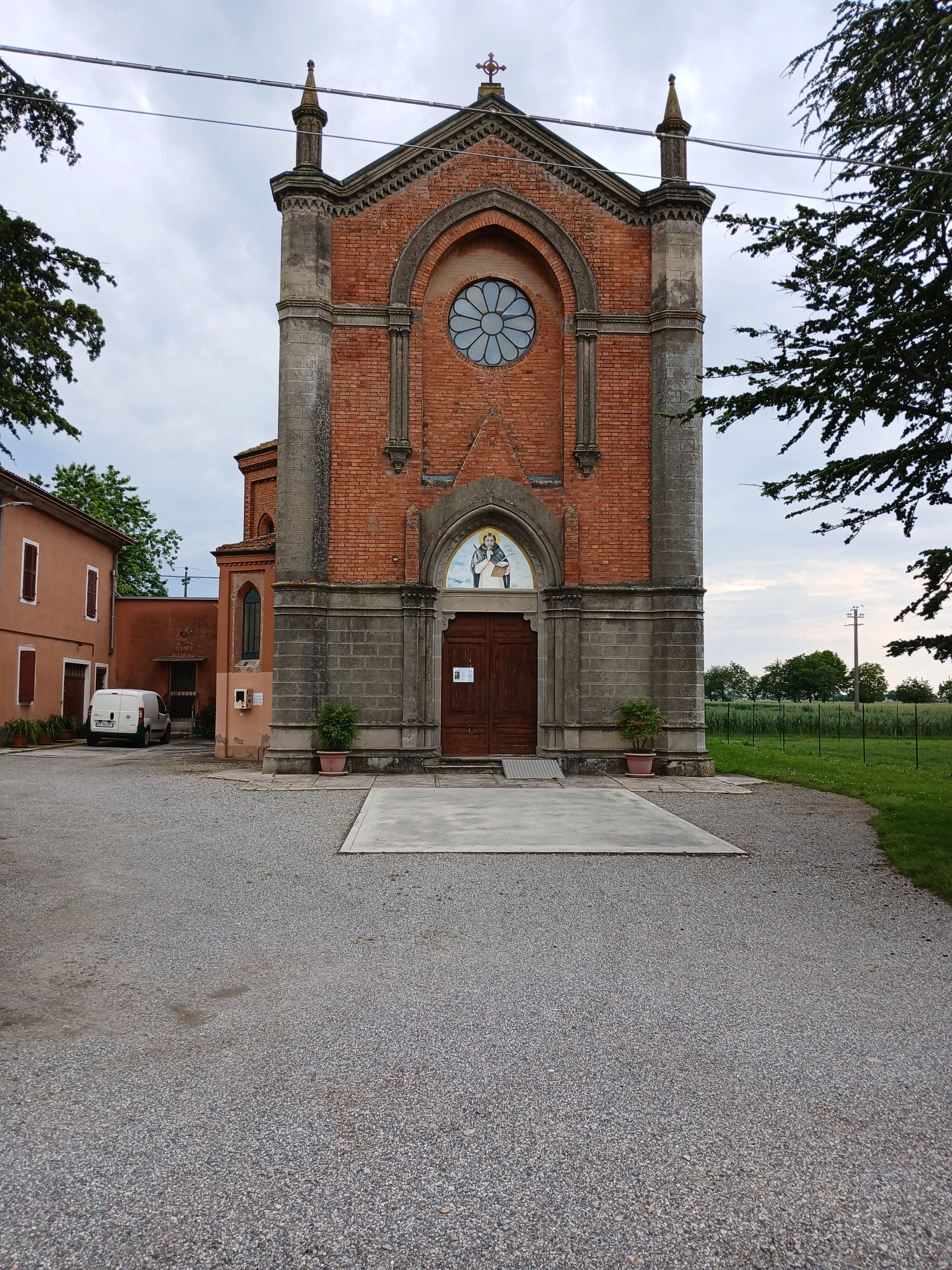
Chiesa di San Pietro da Verona Martire - Mercore di Besenzone

Dell’esistenza di una chiesa in Mercore si ha notizia nelle Memorie Storiche della città di Piacenza di Cristoforo Poggiali che riporta una nota del Pastori “adì 22 marzo 1595, in Mercore santo, fu posta la prima pietra della Chiesa di San Vincenzo; e li messero doi fiaschi, uno d’oglio e l’altro di vino”.
Nel 1609, in un inventario del 16 marzo, fra i beni dell’ospedale di Busseto figura anche un fondo al Bersano denominato all’Ongina.
Nel 1768 nel testamento del 3 luglio di quell’anno il prete Orso addetto al presbiterio di Cremona, ricco proprietario di beni situati nel Milanese, nel Cremonese e nell’Aucia, lega col suo testamento anche l’erezione in Busseto di un ospizio per i pellegrini e per i poveri dotandolo di beni fra i quali anche quelli posti in fundo de Brixianorio de Buxito, Bersano di Busseto.
Nel 1784 la chiesa di San Salvatore del Bersano viene riedificata a spese della popolazione, col contributo dei Farnese e ribenedetta dal preposto Fabio Vitali il 29 di settembre.
Nel 1834 nel primo volume della Corografia dell’Italia il comune di Besenzone viene così descritto “ Villaggio del ducato di Parma, territorio di Piacenza; la sua popolazione ascende a 900 abitanti, comprese le frazioni di Bersano, Boceto, Castel d’Arda, Mercore e Pallavicino. Sta fra due fiumicelli, in terreno fertile in viti e grani”.
Nel 1893 all’Accademia Nazionale dei Lincei, nella seduta del 17 dicembre, l’archeologo Luigi Pigorini, responsabile del progetto scavi, espone i risultati dei lavori condotti da Luigi Scotti nella terramare di Colombare di Bersano su un terreno di proprietà di Leopoldo Swick, posto sulla sinistra dell’Ongina da cui dista 300 metri. 
Con questi scavi viene alla luce una terramare dell’età del bronzo che occupa una superficie di 34.850 mq con un fossato profondo 3 metri e largo 20 con presa dell’acqua dall’Ongina. L’argine del fossato è di 10 m di base con all’interno la palafitta. La forma della terramare è trapezoidale e dopo tutte le varie misurazioni il Pigorini osserva: “tutte le cifre ottenute hanno come divisore 5, cosa che avvalora il supporto di un'unità di misura presso i primitivi Italici”.
I reperti emersi dagli scavi riguardano: spilloni in bronzo e in corno di cervo, ascia in bronzo, anelli, cuspidi di freccia in corno di cervo, frammenti di ceramica, due falci e due pugnali ecc.
Molti dei questi reperti si trovano nel museo nazionale preistorico etnografico Luigi Pigorini di Roma anche a seguito di una donazione del 1891 da parte del Signor Swick come risulta dall’inventario dell’Archivio generale delle antichità e belle arti..

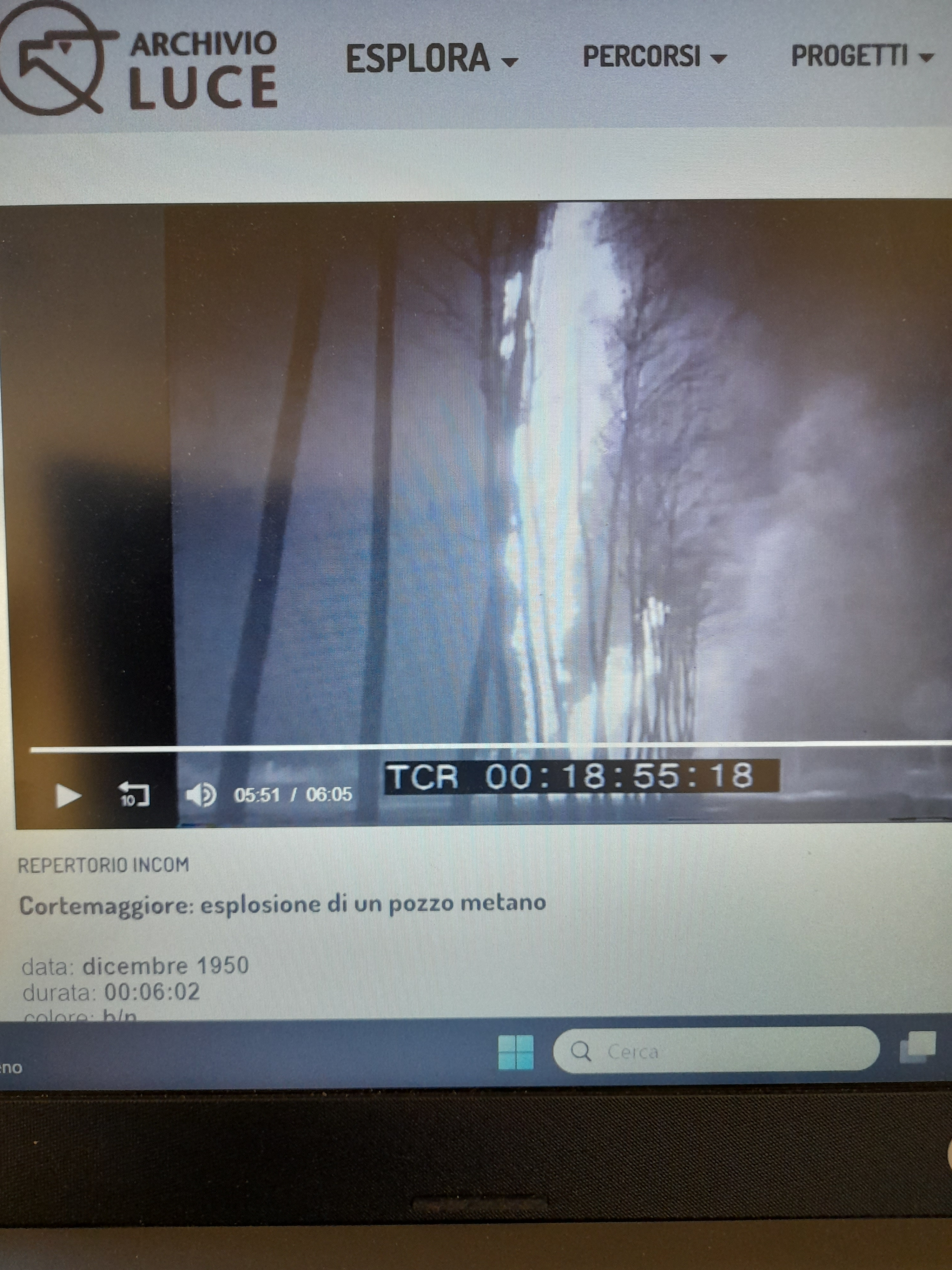
You Tube - Eruzione pozzo n.21 - Bersano di Besenzone

Altri reperti sono presso il museo civico di palazzo Farnese a Piacenza.
Nell’ambito poi degli scambi internazionali di reperti antichi c’è da segnalare un invio di 207 oggetti, fra i quali materiale terramaricolo di Colombare di Bersano, da parte del Pigorini ai colleghi del Museo Reale di Arte e Storia di Bruxelles..
Nel 1950, alle ore 3 del 1º dicembre, nella frazione Bersano, durante la perforazione del pozzo 21, dopo forti sussulti che permisero agli operai di mettersi in salvo, si verificò una violenta esplosione seguita dall’incendio del gas e del petrolio che uscivano dal pozzo. Questo fu il più grave degli incidenti che segnarono l’avvio dello sfruttamento del gas e del petrolio nella Pianura Padana. La colonna di fuoco, che si innalzava per oltre 100 metri bruciando presumibilmente un milione di metri cubi di idrocarburi ogni giorno, si riuscì a spegnere solamente dopo 67 giorni. In pieno inverno nelle zone circostanti all’incendio si assistette al risveglio anzitempo della natura; germogliarono le piante e il frumento mise le spighe. Anche in questa occasione, come per l’esplosione avvenuta nell’ottobre precedente nel pozzo 18, fu chiamato il super esperto statunitense Miron Kenley, che godeva della fama di essere il migliore al mondo nel suo campo. L’esperto americano dopo 10 giorni di inutili tentativi rinunciò all’impresa. Allora intervennero i tecnici dell’AGIP che, scavando un secondo pozzo inclinato in modo da intercettare il primo in profondità, bloccarono l’alimentazione dell’incendio.

Le immagini dell’incendio del pozzo 21 sono state riprese dell’Istituto Luce per un cinegiornale di pochi giorni dopo lo scoppio e si possono vedere sul web nel repertorio di La Settimana Incom dell’archivio Luce, dove è indicato erroneamente Cortemaggiore come teatro dell’incidente, in quanto si fa riferimento alla “concessione di coltivazione idrocarburi di Cortemaggiore”. 
.
Il 14 gennaio 2003 la Congregazione per i vescovi ha disposto l’annessione alla diocesi di Piacenza delle parrocchie di San Pietro Martire in Mercore di Besenzone e della parrocchia di San Salvatore in Bersano di Besenzone, distaccandole dalla diocesi di Fidenza..

### Simboli
Lo stemma comunale è stato concesso con decreto del presidente della Repubblica del 13 gennaio 1994.
Il gonfalone è un drappo troncato di giallo e di rosso. 

## Monumenti e luoghi d'interesse
Chiesa di San Vitale Martire - Besenzone

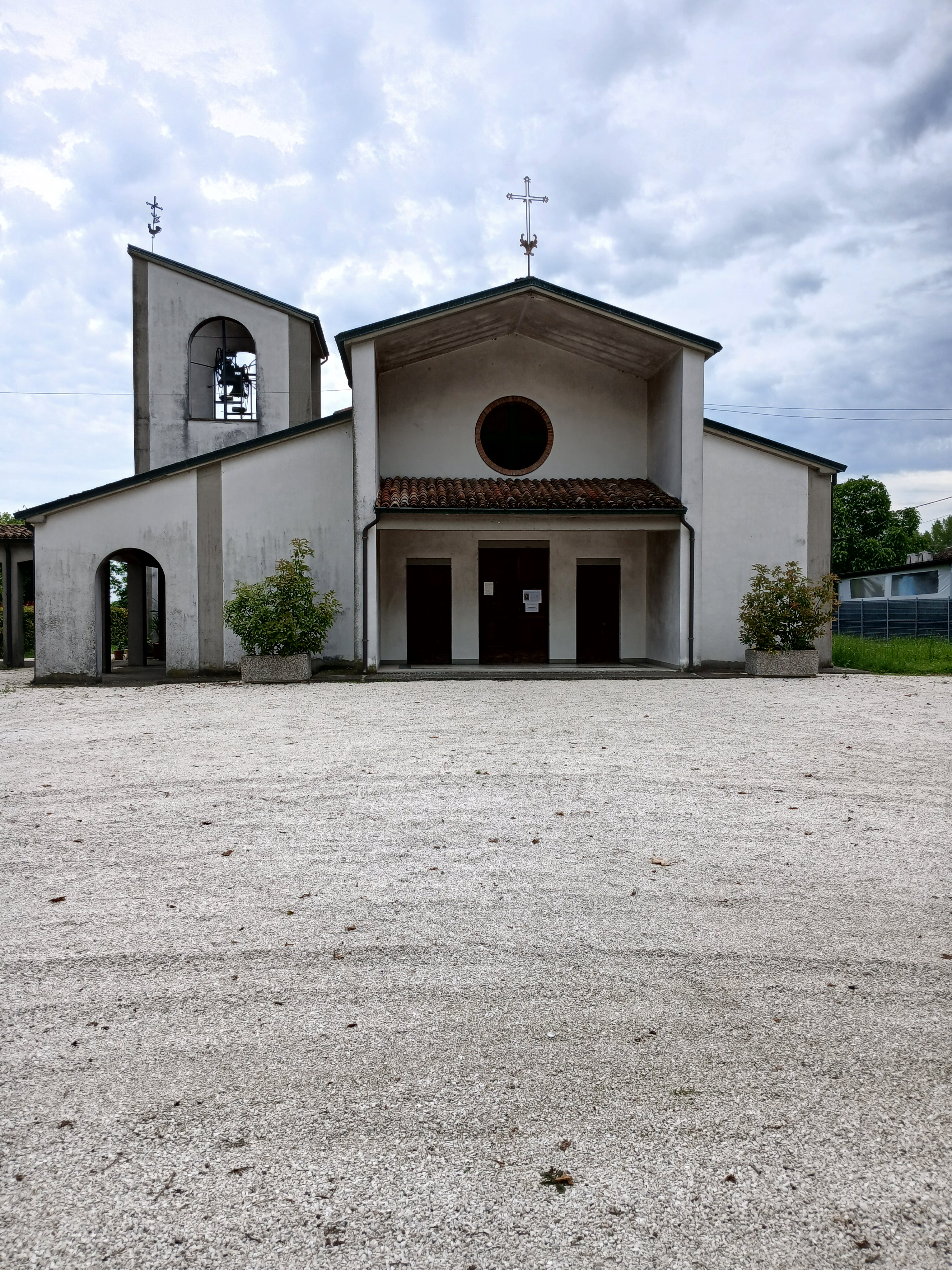
Chiesa del Santissimo Salvatore - Bersano di Besenzone

L’attuale edificio è stato costruito al posto della vecchia chiesa del XVI secolo, demolita nel 1901 per motivi di staticità della struttura. La chiesa è stata consacrata dal vescovo Ersilio Menzani nel 1922.
L’attuale chiesa è di stile neoclassico, suddivisa in tre navate. La facciata è a salienti, tripartita, mono cuspidata; la parte centrale è coronata da un frontone in aggetto in cotto, ha tre portali rettangolari con stipiti e architrave in cotto. Nella parte alta del portale centrale si apre un finestrone a lunetta con cornice in cotto. Sul lato destro del presbiterio si addossa la torre campanaria che termina con una cella aperta sui quattro lati, sormontata da un tamburo ottagonale con tetto a guglia, con copertura in rame. L’interno della chiesa è stato affrescato nel 1933 dal pittore cremonese Gracchi.
Chiesa del Santissimo Salvatore - Bersano
La chiesa deriva da una cappella eretta dai cistercensi dedicata a Santa Maria della Colomba, riedificata varie volte per motivi strutturali dovuti alla natura del terreno: nel 1476 , nel 1784 e, per ultimo, nel 1960, consacrata il 23 ottobre 1961. L’edificio ha una facciata moderna a capanna mono cuspidata chiusa ai lati da vele a tutta altezza; i tre portali rettangolari sono sormontati da un tetto ad unica falda tra le due vele. Nella parte superiore della facciata si apre un finestrone circolare con cornice in cotto. I fronti laterali sono formati da sei campate con pilastri in cemento armato; al centro di ogni campata si aprono finestroni rettangolari.
La torre campanaria è in cemento armato aperta nella parte alta da due monofore a tutto sesto. Il tetto è a solaio in unica falda.

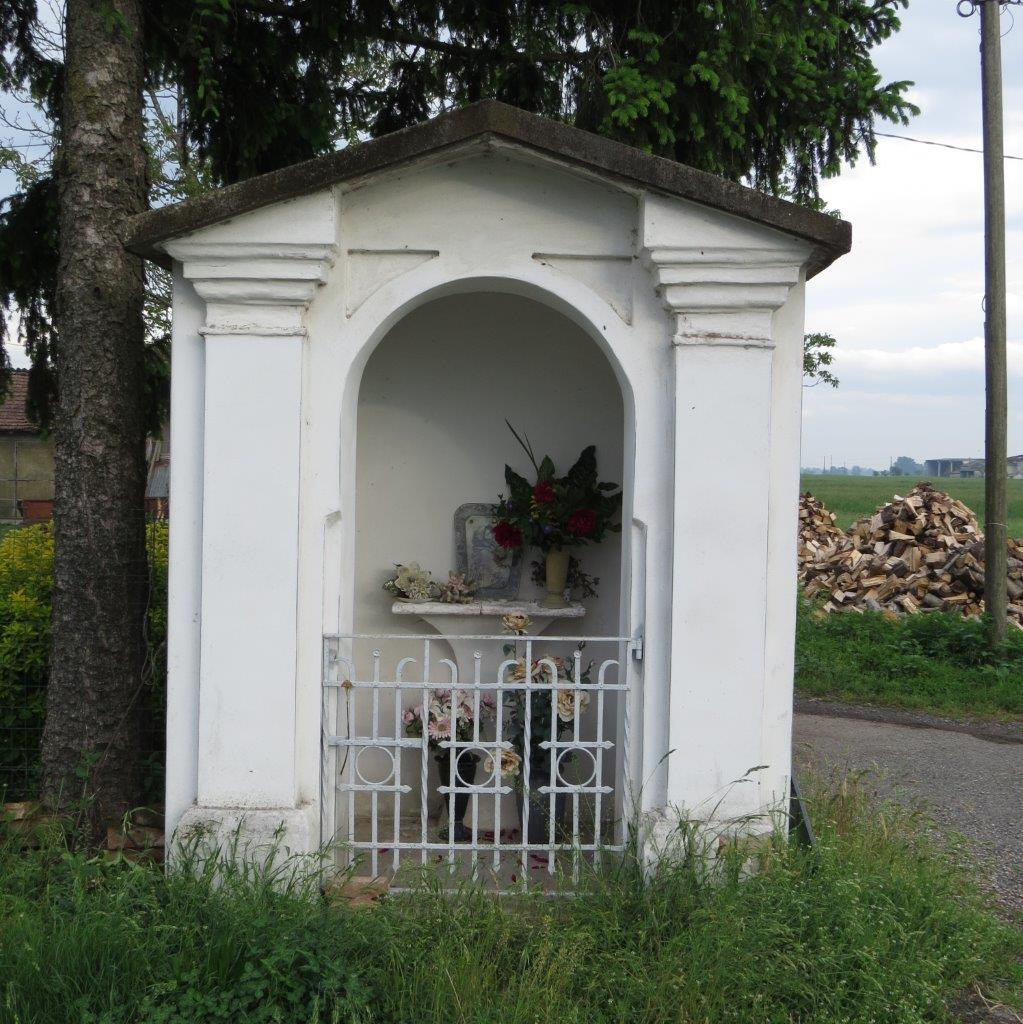
Mistadello in via Castello - Besenzone

Chiesa di San Pietro da Verona Martire - Mercore
L’attuale chiesa è stata costruita in stile neogotico nel 1906 al posto del vecchio edificio del XVIII secolo abbattuto, come per le altre antiche chiese di Bersenzone e del Bersano, per problemi di staticità dovuti alla natura del terreno.
I Mistadelli
nel vocabolario piacentino-italiano di Lorenzo Foresti del 1836, il termine piacentino mistà viene tradotto in "santino" mentre mistadèll in "tabernacolo" con la descrizione “Così in Toscana chiamano quelle piccole cappellette, aperte sulle pubbliche vie, nelle quali si conservano immagini di Santi o di Madonne”. Anche nel comune di Besenzone ci sono diversi mistadelli segni della religiosità popolare e rurale che ha portato alla costruzione di cappelle votive principalmente poste lungo gli assi viari della Val d'Arda. Tali monumenti, pur non presentando pregi artistici particolari, sono comunque indicativi della concezione religiosa del mondo agricolo basato principalmente su un rapporto di do ut des:
- Mistadello di via Castello a Besenzone, dedicato alla Madonna con Bambino dipinti sulla parete di fondo.[35]
- Mistadello di Boceto inferiore, dedicato alla Madonna con Bambino scolpiti su una formella in ceramica. .[36]

- Mistadello di Sant’Omobone, dedicato alla Madonna con Bambino dipinta sulla parete di fondo con i segni dell’Immacolata: il serpente e la falce di luna.[37]

- Mistadello in via Maestà al Bersano, con la statua della Madonna di Lourdes collocata in una nicchia. .[38]

## Società

### Evoluzione demografica
Abitanti censiti

## Cultura

### Eventi
Ogni anno, nella prima settimana di luglio viene organizzata a Besenzone la festa di “pisarëi e fasö”, con musica e danze e la presenza di stand gastronomici dove si possono gustare i prodotti tipici del territorio e i piatti della cucina piacentina fra i quali il piatto simbolo “pisarëi e fasö “, costituito da gnocchetti di pane grattato conditi con sugo di fagioli borlotti, legumi coltivati da sempre dalle aziende agricole del territorio comunale.

## Amministrazione
Di seguito è presentata una tabella relativa alle amministrazioni che si sono succedute in questo comune.
| Periodo        | Periodo        | Primo cittadino | Partito                                     | Carica  | Note   |
| -------------- | -------------- | --------------- | ------------------------------------------- | ------- | ------ |
| 7 luglio 1985  | 6 giugno 1990  | Giorgio Poi     | Democrazia Cristiana                        | Sindaco | [ 41 ] |
| 6 giugno 1990  | 24 aprile 1995 | Giorgio Poi     | Democrazia Cristiana                        | Sindaco | [ 41 ] |
| 24 aprile 1995 | 14 giugno 1999 | Giorgio Poi     | centro-destra                               | Sindaco | [ 41 ] |
| 14 giugno 1999 | 14 giugno 2004 | Giorgio Poi     | lista civica di centro-destra               | Sindaco | [ 41 ] |
| 14 giugno 2004 | 8 giugno 2009  | Luigi Garavelli | lista civica di centro-destra               | Sindaco | [ 41 ] |
| 8 giugno 2009  | 26 maggio 2014 | Luigi Garavelli | lista civica di centro-destra               | Sindaco | [ 41 ] |
| 26 maggio 2014 | 27 maggio 2019 | Luigi Garavelli | lista civica di centro-destra Per Besenzone | Sindaco | [ 41 ] |
| 27 maggio 2019 | 10 giugno 2024 | Carlo Filiberti | lista civica di centro-destra Per Besenzone | Sindaco | [ 41 ] |
| 10 giugno 2024 | in carica      | Carlo Filiberti | lista civica di centro-destra Per Besenzone | Sindaco | [ 41 ] |